# جمعية مرشدات باراغواي
جمعية مرشدات باراغواي هي المنظمة الإرشادية الوطنية في باراغواي. تأسست المنظمة في عام 1923، وأصبحت عضوا منتسبا في الرابطة العالمية للمرشدات وفتيات الكشافة في عام 1966 وعضو كامل العضوية في عام 1978. المنظمة مختلطة وتضم 445 عضوا (اعتبارا من عام 2003).